# Крушари (община)
Крушари (болг. Община Крушари) — община в Болгарии. Входит в состав Добричской области. Население составляет 5709 человек (на 16 июня 2008 года).
Кмет (мэр) общины — Добри Стоянов Стефанов (Движение за права и свободы (ДПС)) по результатам выборов.

## Состав общины
В состав общины входят следующие населённые пункты:
1. Абрит
2. Александрия
3. Бистрец
4. Габер
5. Добрин
6. Ефрейтор-Бакалово
7. Загорци
8. Земенци
9. Зимница
10. Капитан-Димитрово
11. Коритен
12. Крушари
13. Лозенец
14. Огняново
15. Полковник-Дяково
16. Поручик-Кырджиево
17. Северняк
18. Северци
19. Телериг